# 安塞尔莫·布奇

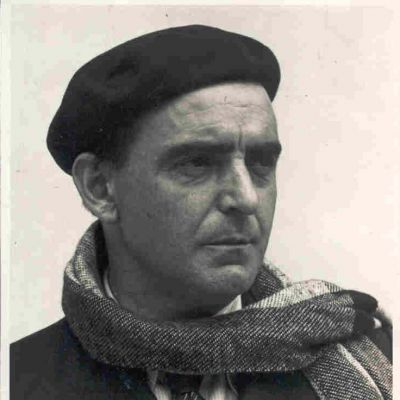
安塞尔莫·布奇

安塞尔莫·布奇（1887年5月25日—1955年11月19日）是一位意大利画家和版画家。
1904-1905年间，他在布雷拉美术学院学习。1906年又前往巴黎。布奇的画作具有象征主义特征，亦展现出野兽派意蕴；1915年，他从军入伍。